# 장정 (골프 선수)
장정(張晶, 1980년 6월 11일~)은 대한민국의 골프 선수이다. 2000년에 프로로 전향하여 LPGA 투어에서 2회 우승했다.